# A Fülöp-szigetek címere

Fülöp-szigetek címere

A Fülöp-szigetek címere egy három részre osztott pajzs. Felső harmada fehér színű, három sárga csillaggal. Az alsó rész függőlegesen osztott: jobb oldalán kék mezőn az „amerikai sas” látható, míg a bal oldalon egy sárga ágaskodó oroszlánt helyeztek el a vörös mezőn. A pajzs közepén egy fehér, ovális pajzson egy nyolcágú nap található. A pajzs alatt fehér szalagon az ország neve olvasható filippínó nyelven.